# Фурка (дем Касандра)
Вижте пояснителната страница за други значения на Фурка.
Фурка (на гръцки: Φούρκα) е село в Егейска Македония, Гърция, в дем Касандра в административна област Централна Македония.

## География
Фурка е разположено в центъра на Касандра – най-западният ръкав на Халкидическия полуостров, на 105 km от Солун. Има население от 530 души (2001) и етуристически център.

## История

### В Османската империя
Гробищната църква „Свети Атанасий“ е от XVI век. От същия период е и „Животворящ източник“, а „Рождество Богородично“ е от средата на XIX век. Енорийската църква на селото „Света Параскева“ е строена в 1830 година.
Жителите на селото участват в Халкидическото въстание от 1821 година, като се отличава Георгиос Ригас.
В XIX век Фурка е село в каза Касандра на Османската империя. Александър Синве („Les Grecs de l’Empire Ottoman. Etude Statistique et Ethnographique“) в 1878 година пише, че във Фурка (Fourka), Касандрийска епархия, живеят 580 гърци. Към 1900 година според статистиката на Васил Кънчов („Македония. Етнография и статистика“) във Фурка живеят 420 жители гърци християни.
По данни на секретаря на Българската екзархия Димитър Мишев („La Macédoine et sa Population Chrétienne“) в 1905 година във Фурка има 405 гърци.

### В Гърция
В 1912 година, по време на Балканската война, във Фурка влизат гръцки части и след Междусъюзническата война в 1913 година остава в Гърция.
| Име                 | Име        | Ново име  | Ново име  | Описание                                                |
| ------------------- | ---------- | --------- | --------- | ------------------------------------------------------- |
| Хурубла или Курубла | Κουρουμπλά | Воскотопи | Βοσκοτόπι | местност на ЮЗ от Фурка                                 |
| Чамуди              | Τσαμούδι   | Певкаки   | Πευκάκι   |                                                         |
| Кара                | Καρά       | Метопо    | Μέτωπο    | възвишение на ЮИ от Фурка и на ЮЗ от Касандрино (284 m) |

## Личности
Родени във Фурка
- Георгиос Филипопулос, гръцки революционер
- Ксенофон Пеонидис (1863 – 1933), гръцки архитект и революционер